# Arcola (Saskatchewan)
Arcola ist eine Town im kanadischen Bundesstaat Saskatchewan mit 636 Einwohnern (laut Volkszählung von 2021; 2016: 657 Einwohner) und einer Landfläche von 3,5 km². Es liegt südlich des Moose Mountain Provincial Parks und des Saskatchewan Highway 13. Die Gemeinde ist weitestgehend landwirtschaftlich geprägt, verfügt aber auch über ein kleines Krankenhaus und Baseball- und Rodeo-Gelände. Die Kleinstadt ist umgeben von der Rural Municipality of Brock No. 64.
Die ersten Siedler im Gebiet des heutigen Arcola ließen sich 1882 nieder, das erste Haus wurde aber erst 1884 errichtet. Zuvor lebten die Siedler in Zelten. 1901 wurde eine Strecke der Canadian Pacific Railway bis zu der Siedlung geführt und endete dort, bis sie ab 1904 weitergeführt wurde. Bis dahin war Arcola ein wichtiger Ausgangspunkt für die Besiedlung der umliegenden Gebiete. Zu diesem Zeitpunkt waren bereits einige Gebäude wie die Schule, eine Kirche, ein Postamt und mehrere Geschäfte errichtet worden. Der Zuwachs an Bewohnern führte zur Ernennung zum village am 11. April 1901 und zur town mit eigener Verwaltung am 20. November 1903. Das Rathaus wurde 1905/1906 als zweistöckiger Ziegelbau mit Turm errichtet. Es steht noch heute an der Kreuzung von Main Street und Souris Avenue. Es wird heute als Restaurant und Kneipe genutzt; die Stadtverwaltung ist in ein neues, kleineres Gebäude auf der anderen Straßenseite umgezogen. Das Gerichtsgebäude von 1908 existiert ebenfalls noch, wird heute aber als privates Wohnhaus genutzt. Diese beiden Bauten zählen zu den fünf denkmalgeschützten Gebäuden des Ortes, die ihm den Beinamen "The Heritage town" einbrachten und gelegentlich als Hintergrund für kanadische Filme dienen.
Die Ortschaft lebt in erster Linie von der Landwirtschaft, aber auch, wie viele Orte der Umgebung, von der Ölförderung, die Mitte der 1950er Jahre aufgenommen wurde. Ein 1928 mit neun Betten gegründetes Krankenhaus besteht – modernisiert und erweitert – als Gesundheitszentrum der Umgebung bis heute.
Für statistische Auswertungen ist Arcola der Saskatchewan Census Division No. 1 zugeordnet.

## Söhne und Töchter der Stadt
- Prestin Ryan (* 6. Januar 1980), Eishockeyspieler